# Les floristes
Les floristes o La primavera és un pintura realitzada per Francisco de Goya. Pertany a la sèrie destinada al menjador del príncep d'Astúries, del palau Reial d'El Pardo a Madrid junt amb La nevada, La verema i L'era. Va ser pintat entre 1786 i 1787. És un oli sobre llenç de dimensions 277 × 192 cm. Es troba en el Museu del Prado de Madrid.

## Descripció
El quadre mostra una escena campestre on una florista agenollada sota un roser ofereix una flor a una dona. Rere d'elles, un home mostra un conill i demana silenci. Una nena amb un ram de flors estira la mà de la dona. Al fons a l'esquerra, immergida en un paisatge muntanyós, es veu una església.